# Meryame Kitir
Meryame Kitir (Maasmechelen, 20 aprile 1980) è una politica belga di origini marocchine, ministro dello Sviluppo e della Polizia urbana per il partito Vooruit  nel governo De Croo da ottobre 2020 al dicembre 2022, anche se negli ultimi due mesi è stata in congedo per malattia. Dal 2019 è anche membro del consiglio comunale di Genk e dal 2006 al 2016 ha fatto parte del consiglio comunale di Maasmechelen.

## Biografia
All'inizio degli anni '60, suo padre lasciò il Marocco per lavorare nelle miniere in Belgio. Non molto tempo dopo, sua madre lo seguì. Meryame proviene da una famiglia di 11 fratelli. Sua madre è morta quando lei aveva appena 2 anni.
Meryame Kitir ha frequentato la scuola presso l'Istituto Sint-Barbara di Maasmechelen. Nel 1999 è entrata a far parte della fabbrica Ford di Genk come operaia, dove è diventata attiva come rappresentante sindacale per il sindacato socialista ABVV.

## Carriera politica
Nel 2006, Meryame è stata eletta consigliere nella sua città natale di Maasmechelen. In seguito, nel 2016, si è trasferita a Genk.
Nelle elezioni generali del 2007 è stata eletta per la prima volta alla Camera dei deputati belga per il collegio elettorale del Limburgo. Ha potuto difendere il suo mandato nelle successive elezioni parlamentari nel 2010, 2014 e 2019. 
Il 25 ottobre 2012, Meryame Kitir ha tenuto un discorso alla Camera in occasione della chiusura della Ford di Genk, annunciata per il 2014, che ha riscosso apprezzamento. Secondo Le Vif, il Belgio sarebbe tra i Paesi più cari “a causa dei costi salariali, degli oneri fiscali locali e dei costi energetici”. Sebbene esista un bonus squadra federale che renda il settore automobilistico leggermente più economico rispetto alla Germania, questo vantaggio sarebbe compensato in particolare dalla progressione più rapida dei salari.
Nel 2015 subentra a Karin Temmerman come leader del suo partito alla Camera. In quella veste è diventata sempre più nota come portavoce dell'opposizione, i suoi interventi alla Camera fanno regolarmente notizia, anche per i suoi modi focosi nell'affrontare le questioni.

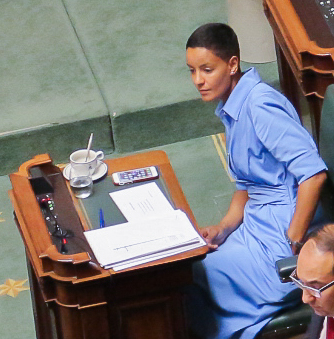
Meryame Kitir

Durante un dibattito alla Camera il 15 settembre 2016 sull'annunciata chiusura dell'azienda Caterpillar a Gosselies, è stata fatta un'osservazione razzista contro Kitir dal suo collega di Open Vld Luk Van Biesen: "Torna in Marocco". Dopo giorni di discussioni sì-no, Van Biesen si è scusato pubblicamente per la sua dichiarazione discriminatoria. Una settimana dopo, tuttavia, il deputato Van Biesen ha ribaltato la sua dichiarazione in un'intervista a De Morgen, a cui Kitir ha risposto: "Trovo che le sue scuse non fossero sincere". Era già diventato chiaro in precedenza che era stato messo sotto pressione dal presidente di Open Vld Rutten per essersi scusato".
Nell'ottobre 2018, si è schierata per la fine delle agevolazioni fiscali per i calciatori e ha presentato a questo proposito un disegno di legge.

### Ministro per lo sviluppo
Il 1º ottobre 2020, Meryame Kitir è diventata ministro della cooperazione allo sviluppo e della politica metropolitana nel governo De Croo. Per questo si è dimessa da leader del partito ed è stata sostituita alla Camera da Bert Moyaers. Melissa Depraetere è diventata la nuova leader del partito.
Quando nel giugno 2021 il Belgio è stato informato che alcune associazioni che beneficiavano del suo aiuto allo sviluppo erano accusate di terrorismo, ha deciso unilateralmente di non interrompere tale aiuto fino a quando non fossero state fornite prove.
Il 19 ottobre 2022, Kitir ha rassegnato temporaneamente le dimissioni dalle sue funzioni di Ministro della cooperazione allo sviluppo e delle politiche urbane, secondo la sua stessa comunicazione, per motivi medici. I media fiamminghi hanno segnalato che nel suo gabinetto si erano verificati ripetuti litigi e tensioni tra il ministro e i suoi dipendenti, con il risultato che diversi dipendenti del gabinetto si sono dimessi nel giro di pochi mesi. I suoi poteri furono temporaneamente trasferiti al vice primo ministro Frank Vandenbroucke. Il 17 dicembre 2022 si è ufficialmente dimessa, al suo posto è subentrata la fiamminga Caroline Gennez. Kitir ha ripreso il suo posto alla Camera. 
Nel luglio 2023 ha deciso di non candidarsi alle elezioni nel 2024 e di lasciare la politica.

## Altri incarichi
- African Development Bank (AfDB), membro d'ufficio del consiglio dei governatori (2020-2022)[13]
- Banca asiatica di sviluppo (ADB), membro supplente d'ufficio del consiglio dei governatori (2020-2022)[14]
- Banca interamericana di sviluppo (IDB), membro supplente d'ufficio del consiglio dei governatori (2020-2022)[15]
- Banca europea per la ricostruzione e lo sviluppo (BERS), membro supplente d'ufficio del consiglio dei governatori (2020-2022)[16]
- Banca mondiale, membro supplente d'ufficio del consiglio dei governatori (2020-2022)[17]